# Parafia św. Mikołaja w Gdyni
Parafia św. Mikołaja w Gdyni – parafia rzymskokatolicka usytuowana w Gdyni w dzielnicy Chylonia. Wchodzi w skład dekanatu Gdynia Chylonia, który należy do archidiecezji gdańskiej.
Z tej parafii pochodzi bp Józef Szamocki – biskup pomocniczy diecezji toruńskiej.